# Nikon F2

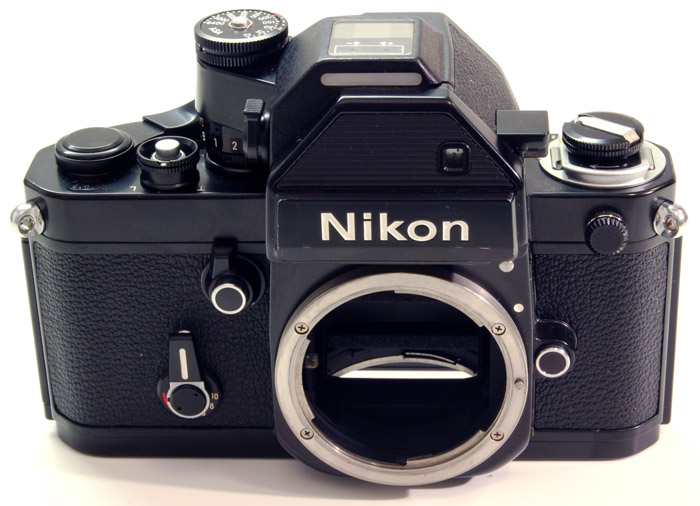
Corpo della Nikon F2

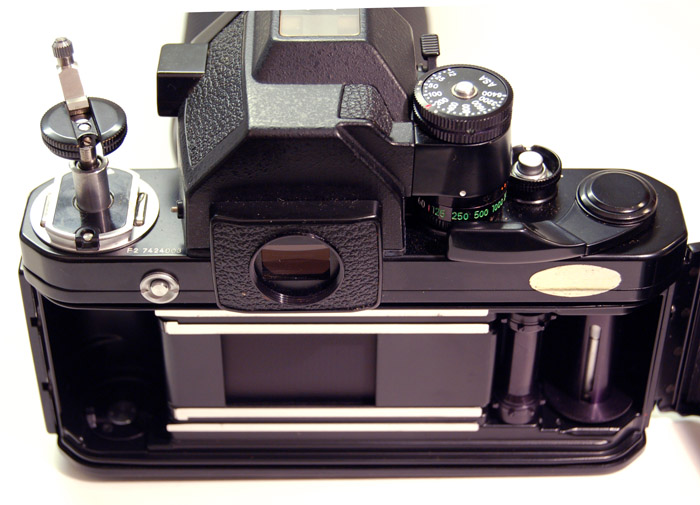
Corpo aperto

La Nikon F2 è stata una celebre fotocamera SLR professionale 35 mm.

## Storia
Venne prodotta fra il 1971 e il 1980 dalla Nikon (allora "Nippon Kogaku K.K."). Fu il secondo modello della lunga "serie F" di SLR professionali Nikon iniziata con la Nikon F (1959-1974) e proseguita in seguito con la F3 (1980 - 2000), F4 (1988 - 1997), F5 (1996 - 2004) ed F6 (2004 - 2020). Ciascuna di queste macchine fu esplicitamente progettata da Nikon con l'obiettivo di potersi qualificare come "miglior fotocamera del mondo".

## Caratteristiche
La F2 è una fotocamera completamente costruita in metallo e controllabile in modo manuale (è perfettamente utilizzabile senza le batterie). Rispetto alla Nikon F, aveva una linea più arrotondata e numerose funzioni aggiuntive (basti pensare che il numero di pezzi che componeva la F2 era circa 1500 contro i 900 che componevano la F). Fra le innovazioni introdotte dalla F2 si possono ricordare:
- cassetto dello specchio reflex più grande per ridurre l'effetto vignettatura con teleobiettivi e macro;
- meccanismo del movimento dello specchio reflex più moderno (con la F, per bloccare lo specchio in posizione sollevata si perdeva un fotogramma, con la F2 si può bloccare a proprio piacimento senza perdere nessun fotogramma);
- pulsante di scatto in posizione avanzata invece che arretrata come la F;
- accorciamento della corsa per la leva di avanzamento;
- scompartimento interno al corpo macchina per ospitare le due pile da 1,5 volt necessarie ad alimentare i mirini esposimetrici Photomic e interruttore on/off dell'esposimetro incorporato direttamente sulla leva di avanzamento (sulla F le pile al mercurio da 1,3 volt erano ospitate nei mirini Photomic e il pulsante on/off era posizionato sulla parte superiore del mirino);
- mirini esposimetri più compatti;
- visione di tempo di otturazione e diaframma impostato direttamente nel mirino;
- dorso incernierato al corpo macchina, sulla F è estraibile, ereditato dai modelli telemetrici;
- otturatore con ampliamento dei tempi di posa da 1 secondo a 1/2000 ed estensione fino a 10 secondi accoppiando la posa b e ruotando in posizione T il collare che riveste il pulsante di scatto, sincro flash portato a 1/80;
- possibilità di montare il motore di avanzamento direttamente al corpo macchina senza dover fare nessuna modifica;
- tasca memo-film sul dorso.